# Receptor de adenosina A2A
O receptor de adenosina A2A é um tipo de receptor de adenosina membro do grupo dos receptores acoplados à proteína G, com a adenosina como ligante endógeno.